# كاترينا باول
كاترينا باول (بالإنجليزية: Katrina Powell) هي لاعب هوكي الحقل أسترالية، ولدت في 8 أبريل 1972 في كانبرا في أستراليا.

## وصلات خارجية
- كاترينا باول على موقع أوليمبيديا (الإنجليزية)
- كاترينا باول على موقع اللجنة الأولمبية الأسترالية (الإنجليزية)
- كاترينا باول على موقع اتحاد ألعاب الكومنولث (مؤرشف) (الإنجليزية)